# Río Guainí
El río Guainí (también conocido en inglés como Waini River) es un río en la región de Barima-Waini de la Guyana norteña, justo en la zona disputada con el país vecino Venezuela. Fluye en el océano Atlántico cerca del límite con el estado Delta Amacuro en este último país. La porción superior del río atraviesa los bosques húmedos guayaneses, mientras que la parte más baja del río Guainí atraviesa el este de los bosques extensos pantanosos del delta del río Orinoco antes de desembocar en el mar.
La playa Almond (Almond Beach) está situada en la boca del río Guainí. Es una de las áreas más importantes para cuatro de las siete especies de tortugas marinas en el mundo. Es el único lugar en Guayana Esequiba que tiene una amplia y gran extensión de bosques intactos de mangle, de agua salada.
Santa Rosa es una comunidad amerindia en el río Guainí.
- Datos: Q5764445